# Мюра, Анриетта-Жюли де
Анриетта-Жюли де Кастельно́, графиня де Мюра́ (фр. Henriette-Julie de Castelnau, comtesse de Murat; 1668, Париж — 29 сентября 1716) — французская писательница, поэтесса, хозяйка литературного салона. Автор нескольких сборников сказок, романов и псевдоавтобиографических «Мемуаров». Полемизировала с Шарлем Перро, отстаивая превосходство «салонной» сказки над «народной».

## Биография и творчество
Анриетта-Жюли де Кастельно родилась в 1668 году в Париже. Происходила из военной знати: её отцом был маркиз Мишель де Кастельно, губернатор Бреста, сын маршала Франции Жака де Кастельно; матерью — Луиза-Мари Фуко де Доньон, дочь другого маршала, Луи Фуко-Доньона. Вероятно, детство Анриетты-Жюли прошло в Париже, где она получила традиционное для парижской аристократии светское образование.
В 1691 году Анриетта-Жюли вышла замуж за полковника Николя де Мюра, вдовца. Брак не был счастливым; ходили слухи, что мадам де Мюра предпочитает представительниц собственного пола. С 1692 года Анриетта-Жюли стала бывать в салоне маркизы де Ламбер, где познакомилась с мадам д’Онуа и Катрин Бернар: писательницами, стоявшими у истоков французской литературной сказки. Через посредство мадам д’Онуа она свела знакомство с Мари-Жанной Леритье де Вилландон, также писавшей сказки; кроме того, авторами сказок были её кузины Шарлотта-Роза де Комон де Ла Форс и Луиза де Боссиньи.
Сама мадам де Мюра начинала как поэтесса, однако вскоре перешла к прозе и в 1697 году опубликовала псевдоавтобиографические «Мемуары графини М***» («Mémoires de Madame la comtesse de M***»). Книга имела успех; на протяжении двух последующих лет трижды переиздавалась (в Лионе, Амстердаме и Лондоне), была переведена на английский язык и создала автору репутацию не только прекрасной романистки, но и обладательницы собственных теорий и взглядов на положение женщины в обществе.
Впоследствии де Мюра, под влиянием Леритье де Вилландон, посвятившей ей свою сказку «L’adroite princesse», также обратилась к этому жанру и на протяжении 1698—1699 годов опубликовала три сборника: «Contes de fées», «Les Nouveaux Contes de Fées» и «Histoires sublimes et allégoriques». В предисловии к последнему изданию она полемизировала с Шарлем Перро, подчёркивавшим близость своих сказок к народным источникам и устной традиции; мадам де Мюра отстаивала превосходство «салонной» сказки, адресованной просвещённому высшему обществу. Герои её сказок — принцы и принцессы; в них присутствуют аллюзии на греко-римскую мифологию и ощутимо влияние куртуазной и прециозной литературы. Своих сестёр по перу, наделённых умом и красноречием, она именовала «современными феями». Успех и популярность её сказок способствовали избранию мадам де Мюра в 1699 году членом падуанской Академии Риковрати.
В 1699 году вышел сборник «Voyage de campagne», в котором от «волшебных» сказок де Мюра перешла к историям о сверхъестественном. В декабре того же года разразился публичный скандал, связанный с обвинениями писательницы в безнравственном образе жизни и лесбийских наклонностях. За отсутствием улик дело не было передано в суд, однако мадам де Мюра сочла за лучшее удалиться из столицы в провинцию, в дом своей подруги мадам де Нансиа (Madame de Nantiat), покинувшей Париж по тем же причинам, что и она сама. Там она оставалась до тех пор, пока не вышло официальное постановление определить местом её ссылки городок Лош в Турене. Мюра была препровождена туда в 1702 году; в 1706 она попыталась бежать, переодевшись мужчиной. Оказав яростное сопротивление задержавшим её полицейским, де Мюра была арестована и помещена в тюрьму: вначале в замок Сомюр, затем в Анжерский замок. В 1707 году ей позволили вернуться в Лош, где она, несмотря на пошатнувшееся здоровье, продолжала бывать в местном обществе.
В 1709 году де Мюра получила разрешение поселиться в доме своей тёти в Лимузене. Там она написала последнее своё произведение: роман «Les Lutins du château de Kernosy» (1710). После смерти Людовика XIV в 1715 году герцог Орлеанский позволил ей вернуться в Париж, однако де Мюра была уже слишком больна. Она умерла 29 сентября 1716 года в родовом замке Бюзардьер (Buzardière). На протяжении большей части XVIII века, вплоть до Французской революции, её сочинения продолжали высоко цениться и многократно переиздавались.

## Комментарии
1. ↑  В биографиях XIX века местом рождения называется Брест, а год указывается 1670-й. Однако современные исследования показывают ошибочность этой датировки[1].